# Associazione Sportiva Pro Gorizia 1936-1937
Questa voce raccoglie le informazioni riguardanti l'Associazione Sportiva Pro Gorizia nelle competizioni ufficiali della stagione 1936-1937.

## Rosa
| N. |                   | Ruolo | Calciatore         |
| -- | ----------------- | ----- | ------------------ |
|    | Italia (bandiera) | A     | Edgardo Biagini    |
|    | Italia (bandiera) | D     | Ermenegildo Blason |
|    | Italia (bandiera) | C     | Edmondo Bonansea   |
|    | Italia (bandiera) | C     | Bruno Ciuffarin    |
|    | Italia (bandiera) | A     | Onorio Glessich    |
|    | Italia (bandiera) | A     | Severino Larese    |
|    | Italia (bandiera) | D     | Giuseppe Molar     |
|    | Italia (bandiera) | P     | Luigi Ninin        |
|    | Italia (bandiera) | A     | Ermenegildo Orzan  |
|    | Italia (bandiera) | A     | Antonio Peternel   |

| N. |                    | Ruolo | Calciatore        |
| -- | ------------------ | ----- | ----------------- |
|    | Italia (bandiera)  | D     | Sergio Pitassi    |
|    | Italia (bandiera)  | C     | Ermenegildo Rosen |
|    | Italia (bandiera)  | C     | Giovanni Rossi    |
|    | Italia (bandiera)  | P     | Sergio Russian    |
|    | Italia (bandiera)  | A     | Narciso Sartori   |
|    | Italia (bandiera)  | D     | Renato Stabile    |
|    | Italia (bandiera)  | C     | Giuseppe Vergani  |
|    | Italia (bandiera)  | P     | Carlo Visintin    |
|    | Italia (bandiera)  | A     | Saverio Visentin  |
|    | Croazia (bandiera) | C     | Bruno Zlodre      |